# Olímpicas de La Vega
Las Olímpicas de La Vega es un equipo de baloncesto femenino que participa en la Liga Nacional de Baloncesto Femenino con sede en La Vega, República Dominicana. Las Olímpicas juegan sus partidos como local en el Palacio de los Deportes Fernando Teruel.

## Historia
El equipo comenzó su participación en la Liga Nacional de Baloncesto Femenino en 2016, en la primera temporada de la liga. Las Olímpicas se proclamaron como las primeras campeonas de la competición tras derrotar a las Reinas del Este 3 partidos a 0 en la serie final. Esta es la segunda vez en la historia del deporte dominicano que un equipo vegano gana el torneo inaugural de una liga nacional desde que los Reales de La Vega lo hicieron en el primer torneo de la Liga Nacional de Baloncesto de la República Dominicana en 2005. Mari Coronado se convirtió en la primera jugadora más valiosa de la serie final.

## Trayectoria
Nota: G: Partidos ganados; P: Partidos perdidos; %: Porcentaje de victorias
| Año                  | Posición | G  | P | %    | Playoffs                                 | Resultado                                          |
| -------------------- | -------- | -- | - | ---- | ---------------------------------------- | -------------------------------------------------- |
| Olímpicas de La Vega |          |    |   |      |                                          |                                                    |
| 2016                 | 1ª       | 6  | 4 | .600 | Gana las Semifinales Gana la Serie Final | Olímpicas 2, Águilas 1 Olímpicas 3, Reinas 0       |
| 2017                 | 1ª       | 7  | 3 | .700 | Gana las Semifinales Gana la Serie Final | Olímpicas 2, Calero 1 Olímpicas 3, Mauricio Báez 0 |
| Totales              | Totales  | 13 | 7 | .600 |                                          |                                                    |
| Playoffs             | Playoffs | 10 | 2 | .833 | 2 Campeonatos                            | 2 Campeonatos                                      |